# Samson (Handel)

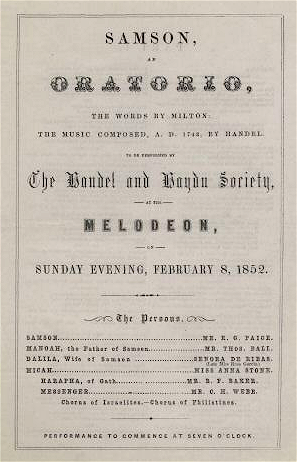

Samson, HWV 57 là bản oratorio của nhà soạn nhạc người Anh gốc Đức George Frideric Handel. Ông viết tác phẩm này vào năm 1743. Samson đã thể hiện những gì mà Handel đã đem đến cho oratorio. Handel đã nhạc kịch hóa oratorio khiến nó chứa đựng những nội dung lớn lao mà trước và sau ông thì không có. Đó là cuộc đấu tranh giải phóng, niềm vui thắng lơi và nỗi đau thất bại. Cùng với nhiều bản oratorio khác, Samson đã mang đến cho tác giả của nó thành công lớn và sự ngưỡng mộ của người dân Anh.